# V626 Андромеды
V626 Андромеды (лат. V626 Andromedae) — одиночная переменная звезда в созвездии Андромеды на расстоянии (вычисленном из значения параллакса) приблизительно 11392 световых лет (около 3493 парсеков) от Солнца. Видимая звёздная величина звезды — от +12,95m до +12,7m.

## Характеристики
V626 Андромеды — оранжевая пульсирующая медленная неправильная переменная звезда (LB) спектрального класса K. Эффективная температура — около 3615 K.